# Ka' du se hva' jeg sa'?
"Ka' du se hva' jeg sa'?" (tradução portuguesa: "Não vês o que eu dizia") foi a canção que representou a Dinamarca no Festival Eurovisão da Canção 1988, interpretada em dinamarquês pelo duo Kirsten & Søren (um duo que já havia representado aquele com o nome de Hot Eyes.). Foi a 13.ª canção a ser interpretada na noite do evento, antes da canção austríaca "Lisa Mona Lisa", interpretada por Wilfried e antes da canção grega  "Clown", interpretada por Afroditi Frida. No final, a canção dinamarquesa terminou em terceiro lugar, recebendo um total de 92 pontos.

## Autoria
A canção dinamarquesa tinha letra de Keld Heick, música de Søren Bundgaard e foi orquestrada no festival por Henrik Krogsgaard.

## Letra
A canção descreve um tipo de personalidade difícil — que "sabe tudo sobre alguém"  "assobia se examina que tu estás em falta". Através do curso da canção, esta pessoa é gradualmente revelada como a pessoa a quem a canção é cantada em primeiro lugar. De referir que o membro feminino da banda (Kirsten Siggard) se encontrava grávida e seria mãe dessa criança três semanas depois.